# 벨기에의 분할
벨기에의 분할(Partition of Belgium)은 프랑스어계열의 왈롱과 네덜란드어계의 플랑드르가 분리하려 독립국이 되거나 언어, 민족적으로 비슷한 이웃나라와 합치려는 운동이다.

## 지역별 입장

### 플랑드르
플랑드르에서는 플랑드르가 독립하면 네덜란드와 통일하여 대네덜란드를 실현하려는 운동이 있다.

### 왈롱

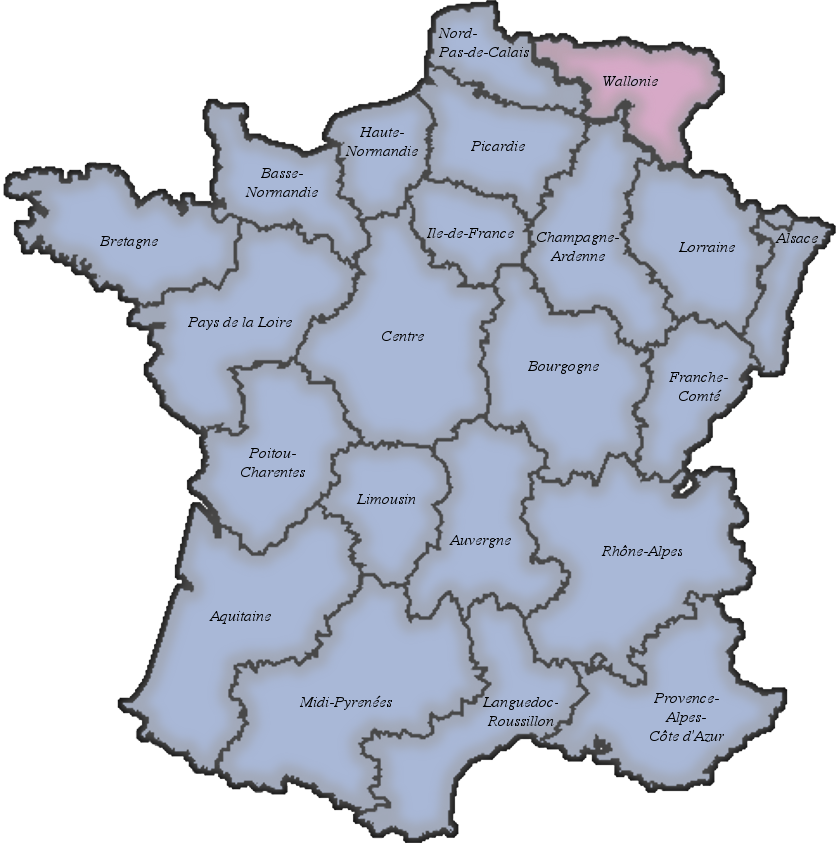
프랑스와 왈롱이 통일한 라타시슴(Rattachism)이 실현된 지도

왈롱 주민들은 플랑드르가 떨어져 나가면 프랑스와 통일(라타시슴)하자는 입장과 독립국으로 남자는 입장으로 갈린다. 2011년에 실시한 여론조사 결과 왈롱 주민 40%와 프랑스 시민 60%가 벨기에가 분할될 경우 왈롱이 프랑스에 합병되는 것에 찬성했다.

### 브뤼셀
브뤼셀은 네덜란드어권 지역인 플랑드르에 둘러싸여 있지만 프랑스어와 네덜란드어가 혼용된다. 원래는 네덜란드어를 쓰는 주민이 많았지만 벨기에에서 정치행정문화교육 등에서 프랑스어가 주로 쓰이면서 1880년부터 네덜란드어 주민들은 점차 이중언어 화자가 되었고 자녀들에게 프랑스어만을 물려주게 되었다. 1960년에 언어 경계선이 확정되고 플랑드르가 사회경제적으로 성장하면서 프랑스어의 확산이 멈추었다.

플랑드르와 합병
경제적 및 지리적으로 밀접한 프랑드르와 합병하는 안이다.
왈롱과 합병
언어적으로 밀접한 플랑드르와 합병하는 안이다.
도시 국가 또는 유럽연합 특별구
브뤼셀 주민들은 유럽 연합 특별구 또는 EU 회원국인 도시 국가 형태로 독립된 지역으로 남는 것을 선호한다.
브뤼셀 확장
브뤼셀에 인접한 이중언어지역을 브뤼셀에 합치는 안이다.
공동통치령
브뤼셀을 왈롱과 플랑드르의 공동통치령으로 놔두는 안이다.

### 벨기에 독일어 공동체

벨기에 독일어 공동체의 지도

벨기에 독일어 공동체는 왈롱의 가장 서쪽에 있으며 독일과 룩셈부르크와 국경을 접한다. 벨기에 독일어 공동체는 제1차 세계 대전까지 독일땅이었던 오이펜-말메디(Eupen-Malmedy)지역에 속한다. 그러나 벨기에 독일어 공동체는 오이펜-말메디(Eupen-Malmedy) 지역 중 프랑스어권인 지역에 의해 두갈래로 갈라져 있다. 왈롱이 프랑스로 병합되어 벨기에 독일어 공동체가 왈롱으로부터 떨어져 나간다면 극소 국가로 독립하거나 독일에 편입되거나 룩셈부르크에 편입되는 선택지가 있다.

## 같이 보기
- 플랑드르 운동
- 왈롱 운동
- 민족통일주의
- 대네덜란드
- 라타시슴